# Liste der Biografien/Had
Liste der Biografien |
Portal Biografien |
Personensuche
# |
A |
B |
C |
D |
E |
F |
G |
H |
I |
J |
K |
L |
M |
N |
O |
P |
Q |
R |
S |
T |
U |
V |
W |
X |
Y |
Z |
?
 
Ha |
Hd |
He |
Hi |
Hj |
Hk |
Hl |
Hm |
Hn |
Ho |
Hr |
Hs |
Ht |
Hu |
Hv |
Hw |
Hy
 
Haa |
Hab |
Hac |
Had |
Hae–Haf |
Hag |
Hah |
Hai |
Haj |
Hak |
Hal |
Ham |
Han |
Hao |
Hap |
Haq |
Har |
Has |
Hat |
Hau |
Hav |
Haw |
Hax |
Hay |
Haz
Die Liste der Biografien führt alle Personen auf, die in der deutschsprachigen Wikipedia einen Artikel haben. Dieses ist eine Teilliste mit 394 Einträgen von Personen, deren Namen mit den Buchstaben „Had“ beginnt.

## Had
- Had, Marián (* 1982), slowakischer Fußballspieler

### Hada
- Háda, János (* 1964), ungarischer Schauspieler und Synchronsprecher
- Háda, József (1911–1994), ungarischer Fußballspieler und -trainer
- Hada, Jūichi (1885–1961), Generalleutnant der Kaiserlich Japanischen Armee
- Hada, Keisuke (* 1978), japanischer Fußballspieler
- Hada, Kenji (* 1981), japanischer Fußballspieler
- Hada, Mario (* 1952), bolivianischer Skirennläufer
- Hada, Taiga (* 1998), japanischer Motorradrennfahrer
- Hadač, Emil (1914–2003), tschechischer beziehungsweise tschechoslowakischer Botaniker und Ökologe
- Hadad, Ali Al (* 1987), Eishockeyspieler aus den Vereinigten Arabischen Emiraten
- Hadad, Amir (* 1978), israelischer Tennisspieler
- Hadad, Ben (* 2002), Synchronsprecher
- Hadad, Nadine (* 1991), deutsche Journalistin, Reporterin und ModeratorinNadine Hadad (* 1991)

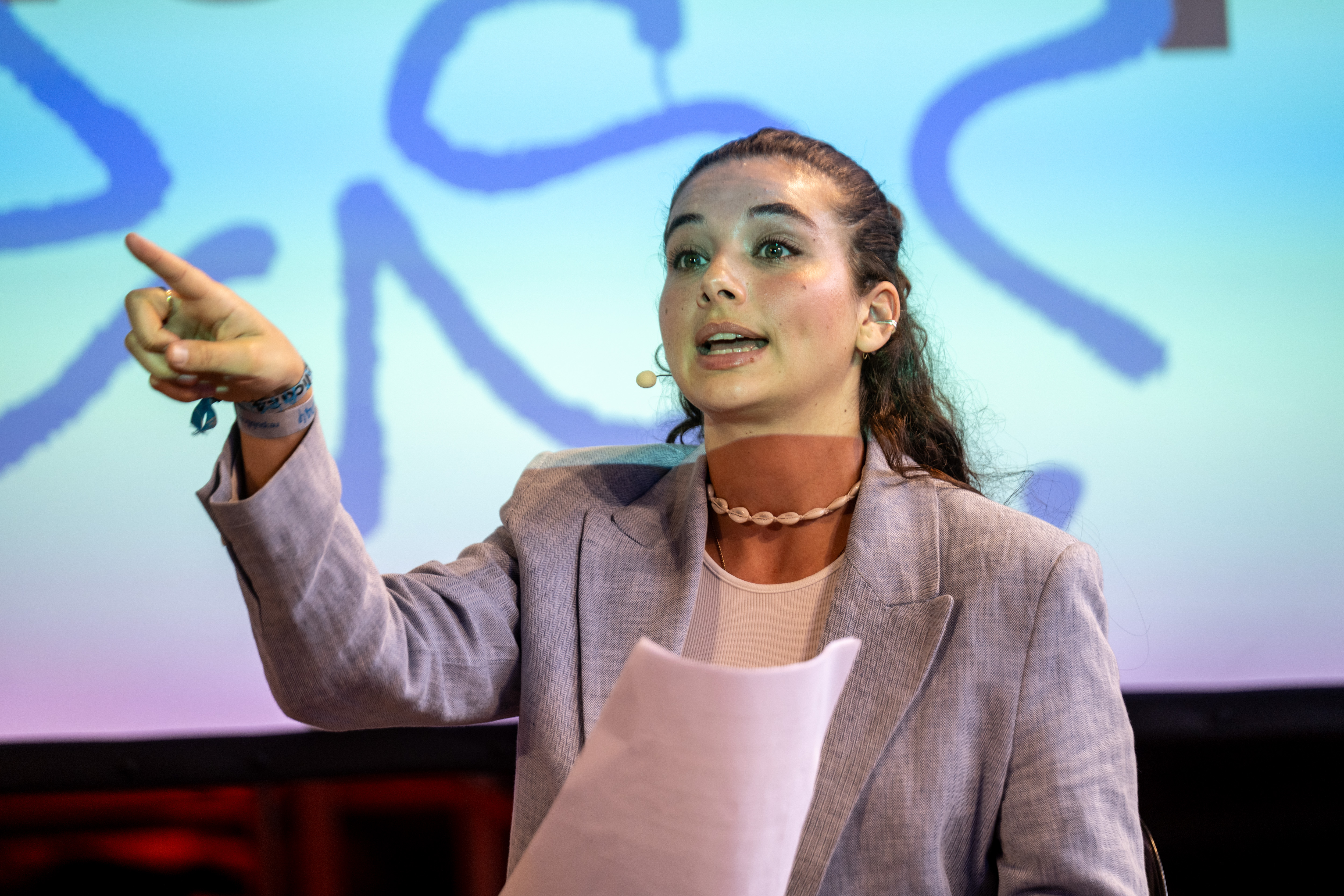
Nadine Hadad (* 1991)

- Hadad, Sarit (* 1978), israelische Sängerin und Musikerin
- Hadad-Eser, König des aramäischen Königreichs Zoba
- Hadad-yis'i, König von Guzana
- Hadadi, Ehsan (* 1985), iranischer Diskuswerfer
- Hadadi, Khaled (* 1956), libanesischer Politiker und Physiker
- Hadadi, Pejman (* 1969), iranischer Perkussionist, Komponist und Musikpädagoge
- Hadadifar, Ghasem (* 1983), iranischer Fußballspieler
- Hadalin, Štefan (* 1995), slowenischer Skirennläufer
- Hadamar († 956), Abt von Fulda, Kardinal
- Hadamar von Laber, deutscher Adeliger und Dichter
- Hadamard, Jacques (1865–1963), französischer MathematikerJacques Hadamard (1865–1963)

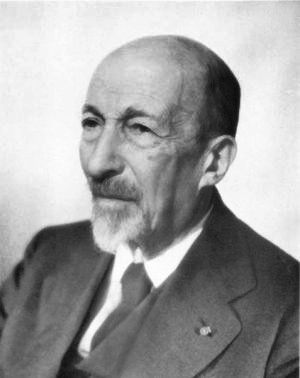
Jacques Hadamard (1865–1963)

- Hadamczik, Alois (* 1952), tschechischer Eishockeyspieler und -trainer, sowie -funktionär
- Hadamczik, Evžen (1939–1984), tschechischer Fußballspieler Fußballtrainer
- Hadamovsky, Eugen (1904–1945), deutscher Funktionär der NSDAP, Reichssendeleiter
- Hadamovsky, Robin (* 1994), deutscher Gitarrist, Songwriter und DJ
- Hadamowsky, Franz (1900–1995), österreichischer Schriftsteller und Theaterwissenschaftler
- Hadamowsky, Hans (1906–1986), österreichischer Oboist, Hochschullehrer und Komponist
- Hadank, Günther (1892–1973), deutscher Schauspieler und Theaterregisseur
- Hadank, Karl (1882–1945), deutscher Orientalist und Iranist
- Hadank, Oskar Hermann Werner (1889–1965), deutscher Grafiker und Lehrer
- Hadar, Dikla (* 1981), israelische Schauspielerin und Synchronsprecherin
- Hadar, Josef (* 1923), US-amerikanisch-israelischer Wirtschaftswissenschaftler
- Hădărean, Vanda (* 1976), rumänische Kunstturnerin
- Hadari, Zeʾev (1916–2001), israelischer Nukleartechniker und Hochschullehrer
- Hadary, Essam El- (* 1973), ägyptischer Fußballtorhüter
- Hadary, Jonathan (* 1948), US-amerikanischer Schauspieler und Fernsehschauspieler
- Hadary, Susan Hannah, US-amerikanische Filmproduzentin und Regisseurin
- Hadas, Moses (1900–1966), US-amerikanischer Klassischer Philologe
- Hadas, Samuel (1931–2010), israelischer Diplomat
- Hadas-Handelsman, Yakov (* 1957), israelischer Diplomat
- Hadas-Lebel, Mireille (* 1940), französische HistorikerinMireille Hadas-Lebel (* 1940)

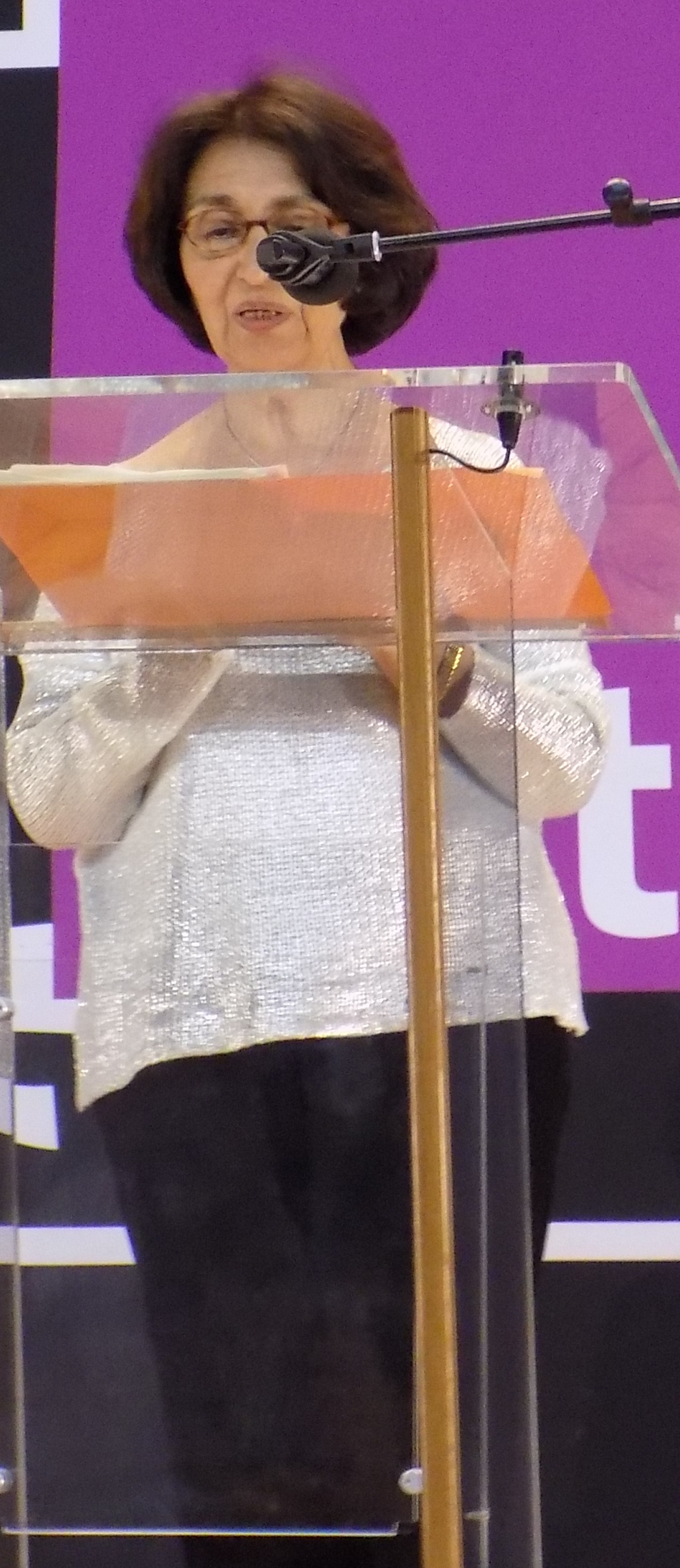
Mireille Hadas-Lebel (* 1940)

- Hadasch, Hans-Joachim (1922–1992), deutscher Politiker (FDP), MdL Bayern
- Hadaschik, Joachim (1933–2018), deutscher Dokumentarfilmregisseur
- Hadash, Avi (* 1959), israelischer Schauspieler und SynchronsprecherAvi Hadash (* 1959)

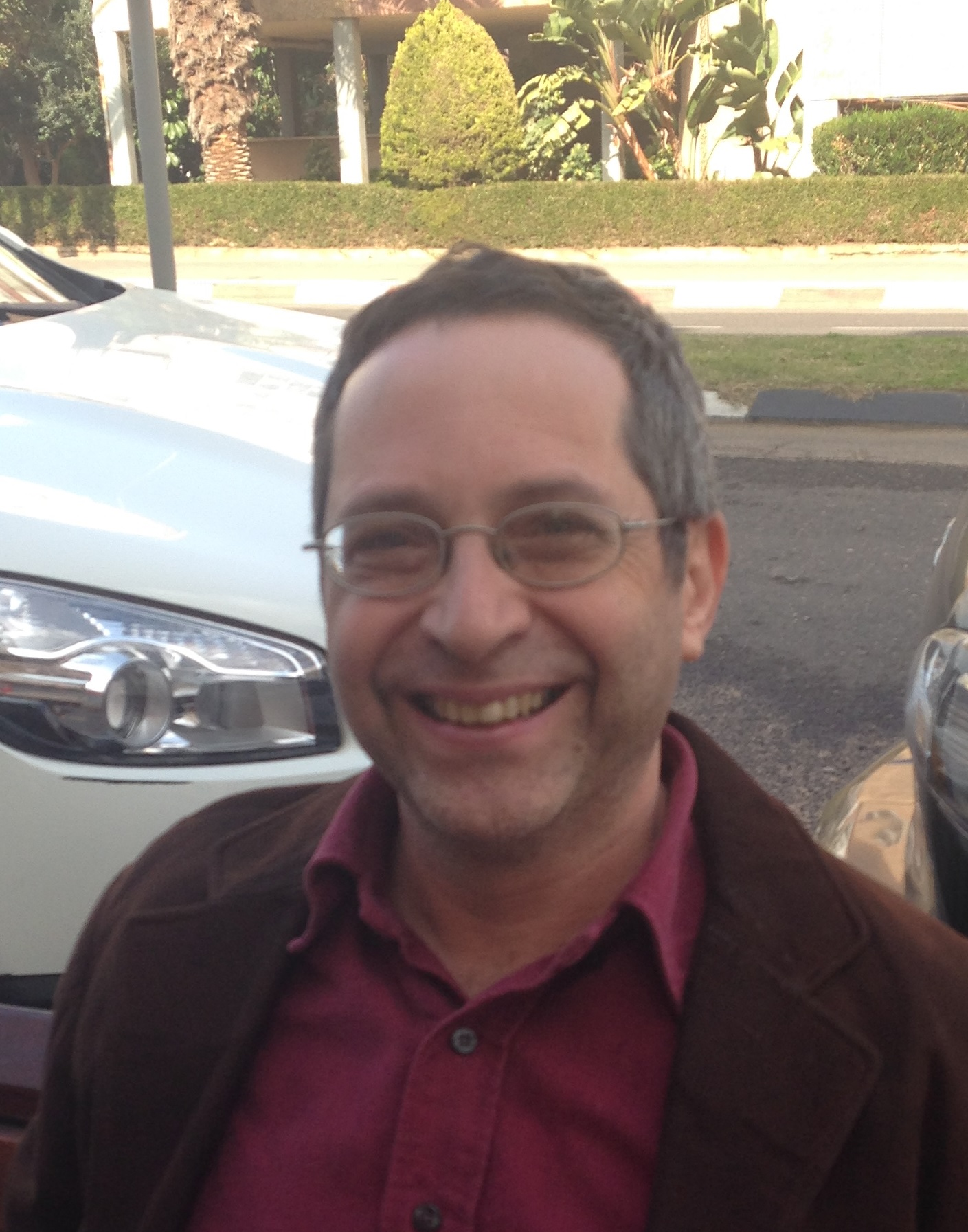
Avi Hadash (* 1959)

- Hadasik, Henryk (1929–2002), polnischer Radrennfahrer
- Hadassi, Judah, karäischer Religionsphilosoph und Enzyklopädist
- Hadatsch, Franz Josef (1798–1849), österreichischer Beamter und Schriftsteller
- Hadattan Sanady, Tchimadem (* 1966), nigrische Finanzbeamtin und Politikerin
- Hadaway, Lauren (* 1989), US-amerikanische Filmregisseurin und Drehbuchautorin
- Hadawi, Sami (1904–2004), palästinensischer Gelehrter und Autor

### Hadb
- Hadbavný, Romuald (1714–1780), slowakischer Kamaldulensermönch

### Hadd
- Hadda, Abdeljalil (* 1972), marokkanischer Fußballspieler
- Hadda, Albert (1892–1975), deutscher Architekt
- Hadda, Moritz (1887–1942), deutscher Architekt
- Haddacks, Paul (* 1946), britischer Marineoffizier und Vizegouverneur der Isle of Man
- Haddad Maia, Beatriz (* 1996), brasilianische Tennisspielerin
- Haddad Tompkins, Janie (* 1972), US-amerikanische Schauspielerin
- Haddad, Ahmed al, Großmufti von Dubai
- Haddad, André (1930–2017), libanesischer Geistlicher, melkitischer Erzbischof von Zahlé und Furzo
- Haddād, at-Tāhir al- (1899–1935), tunesischer Schriftsteller, Gelehrter and Reformer
- Haddad, Célio F. B. (* 1959), brasilianischer Herpetologe und Ökologe
- Haddad, Charles R. (* 1979), südafrikanischer Arachnologe
- Haddad, Diana (* 1976), libanesische Sängerin
- Haddad, Elie Bechara (* 1960), libanesischer Ordensgeistlicher, melkitisch griechisch-katholischer Erzbischof von Sidon
- Haddad, Fawwaz, syrischer Jurist und Autor
- Haddad, Fernando (* 1963), brasilianischer Politiker der Arbeiterpartei (Partido dos Trabalhadores)Fernando Haddad (* 1963)

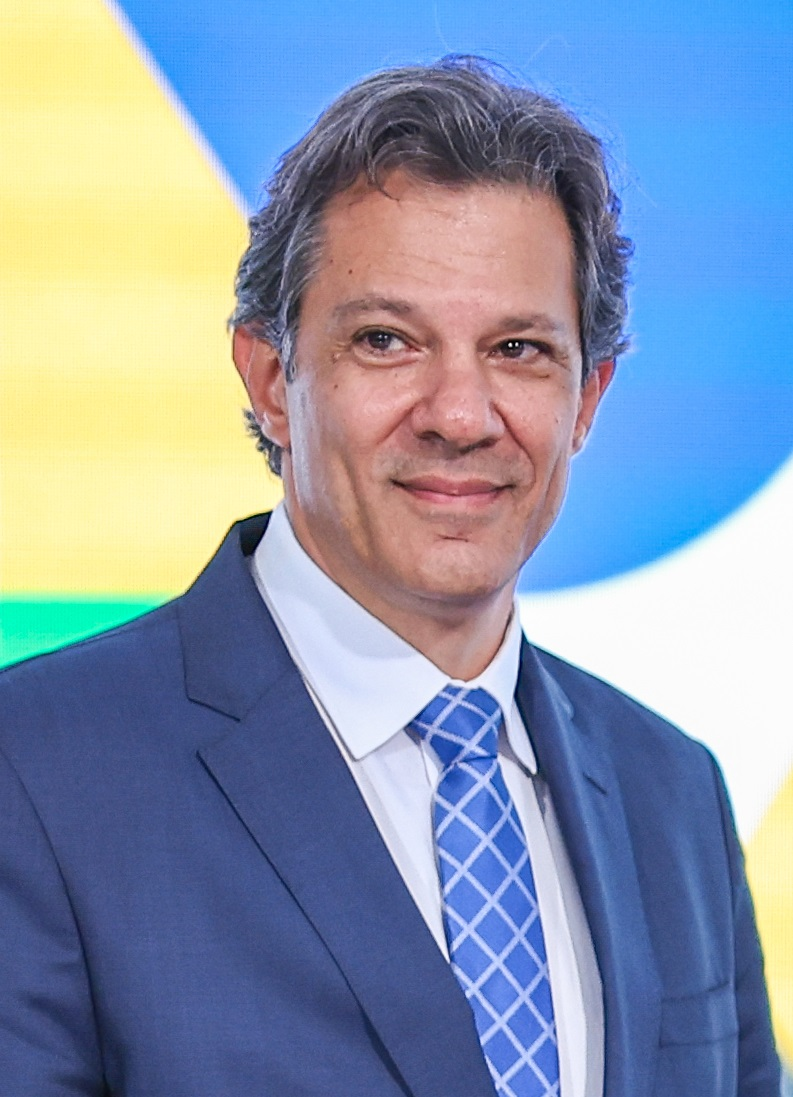
Fernando Haddad (* 1963)

- Haddad, Georges (1924–1985), libanesischer Erzbischof
- Haddad, Georges Nicolas (* 1957), libanesischer Geistlicher, Erzbischof von Banyas (Libanon)
- Haddad, Gibril F. (* 1960), Persönlichkeit des Islams aus dem Naqschbandi-Sufiorden
- Haddad, Grégoire (1924–2015), libanesischer Geistlicher, Erzbischof von Beirut und Jbeil
- Haddad, Hernán (1928–2012), chilenischer Diskuswerfer
- Haddad, Hubert (* 1947), französischer Schriftsteller, Dramatiker, Essayist und Maler
- Haddad, Ihsan (* 1994), jordanischer Fußballspieler
- Haddad, Ismail El (* 1990), marokkanischer Fußballspieler
- Haddad, Jamey (* 1952), US-amerikanischer Schlagzeuger und Perkussionist
- Haddad, Jamil (1926–2009), brasilianischer Politiker
- Haddad, Jean Assaad (1926–2021), libanesischer Geistlicher, melkitisch griechisch-katholischer Erzbischof von Tyros
- Haddad, Jerrier (1922–2017), US-amerikanischer Informatiker
- Haddad, Joumana (* 1970), libanesische Dichterin, Journalistin und Übersetzerin
- Haddad, Lahcen (* 1960), marokkanischer Politiker
- Haddad, Malek (1927–1978), algerischer Schriftsteller und Dichter
- Haddad, Maya (* 1988), deutsche Schauspielerin
- Haddad, Radhia (1922–2003), tunesische Frauenaktivistin und Politikerin
- Haddad, Richard S., US-amerikanischer Offizier, Generalmajor der US Air Force
- Haddad, Saed (* 1972), deutscher Komponist
- Haddad, Saleh al (* 1986), kuwaitischer Weitspringer
- Haddad, Soraya (* 1984), algerische Judoka
- Haddad, Suleyman (* 1939), syrischer Diplomat
- Haddad, Wadi (1927–1978), palästinensischer Terrorist, Führer der Volksfront zur Befreiung Palästinas (PFLP), KGB-Agent
- Haddad, Yvonne (* 1935), US-amerikanische Islamwissenschaftlerin und Hochschullehrerin
- Haddad-Adel, Gholam Ali (* 1945), iranischer Politiker
- Haddadi, Hamed (* 1985), iranischer Basketballspieler
- Haddadi, Oussama (* 1992), tunesischer Fußballspieler
- Haddadin, Sami (* 1980), deutscher Robotiker und Hochschullehrer
- Haddaoui, Ayman el (* 2001), marokkanischer Sprinter
- Haddaoui, Fethi (1961–2024), tunesischer Schauspieler, Filmregisseur und Drehbuchautor
- Haddaoui, Ghofrane († 2004), französische Frau, Opfer einer Steinigung
- Haddaway (* 1965), deutscher SängerHaddaway (* 1965)

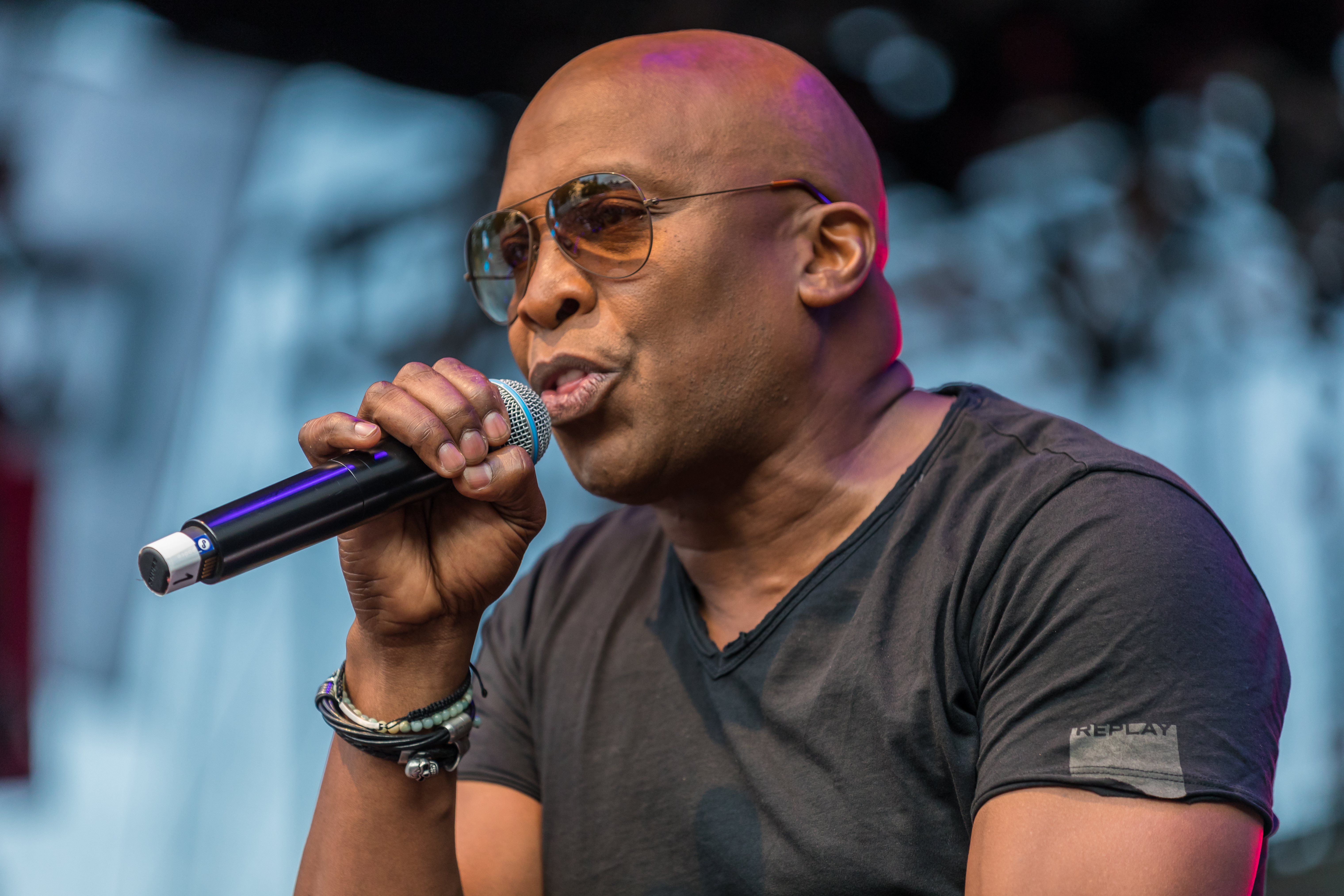
Haddaway (* 1965)

- Haddeciyan, Rober (* 1926), armenischer Schriftsteller, Dramaturg und Chefredakteur der Zeitung Marmara
- Hadden, Briton (1898–1929), US-amerikanischer Verleger
- Hadden, Maude Miner (1880–1967), US-amerikanische Sozialarbeiterin, Schriftstellerin und Lyrikerin
- Hadden, William L. (1896–1983), US-amerikanischer Politiker
- Hadden-Paton, Harry (* 1981), britischer Filmschauspieler
- Haddenbruch, Dorothee (* 1976), deutsche Pianistin
- Haddenhorst, Wilhelm (1940–1992), deutscher Strafverteidiger und Notar
- Haddi, Soufiane (* 1991), marokkanischer Radrennfahrer
- Hadding, Annette (* 1975), deutsche Schwimmerin
- Hadding, Ulle (* 1977), deutsche Kamerafrau
- Hadding, Ulrich (1937–2018), deutscher Mediziner und Mikrobiologe
- Hadding, Walther (* 1934), deutscher Zivilrechtswissenschaftler
- Haddinga, Johann (1934–2021), deutscher Journalist und Buchautor
- Haddis Alemayehu (1910–2003), äthiopischer Politiker und Autor
- Haddish, Tiffany (* 1979), US-amerikanische Schauspielerin und Komikerin
- Haddix, Margaret Peterson (* 1964), US-amerikanische Schriftstellerin
- Haddock, Harry (1925–1998), schottischer Fußballspieler
- Haddock, Herbert (1861–1946), britischer Kapitän
- Haddock, Julie Anne (* 1965), US-amerikanische Schauspielerin, Musikmanagerin und Produzentin
- Haddock, Laura (* 1985), britische SchauspielerinLaura Haddock (* 1985)

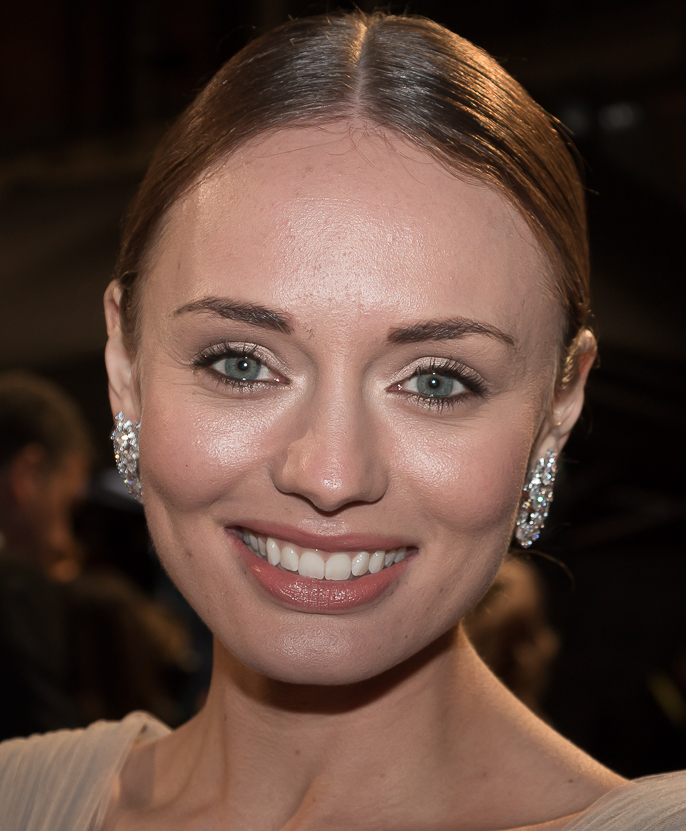
Laura Haddock (* 1985)

- Haddock, Richard († 1715), Offizier der Royal Navy, Politiker, Mitglied des House of Commons
- Haddon, Alfred C. (1855–1940), britischer Anthropologe und Zoologe
- Haddon, Dayle (1948–2024), kanadische Schauspielerin und ModelDayle Haddon (1948–2024)

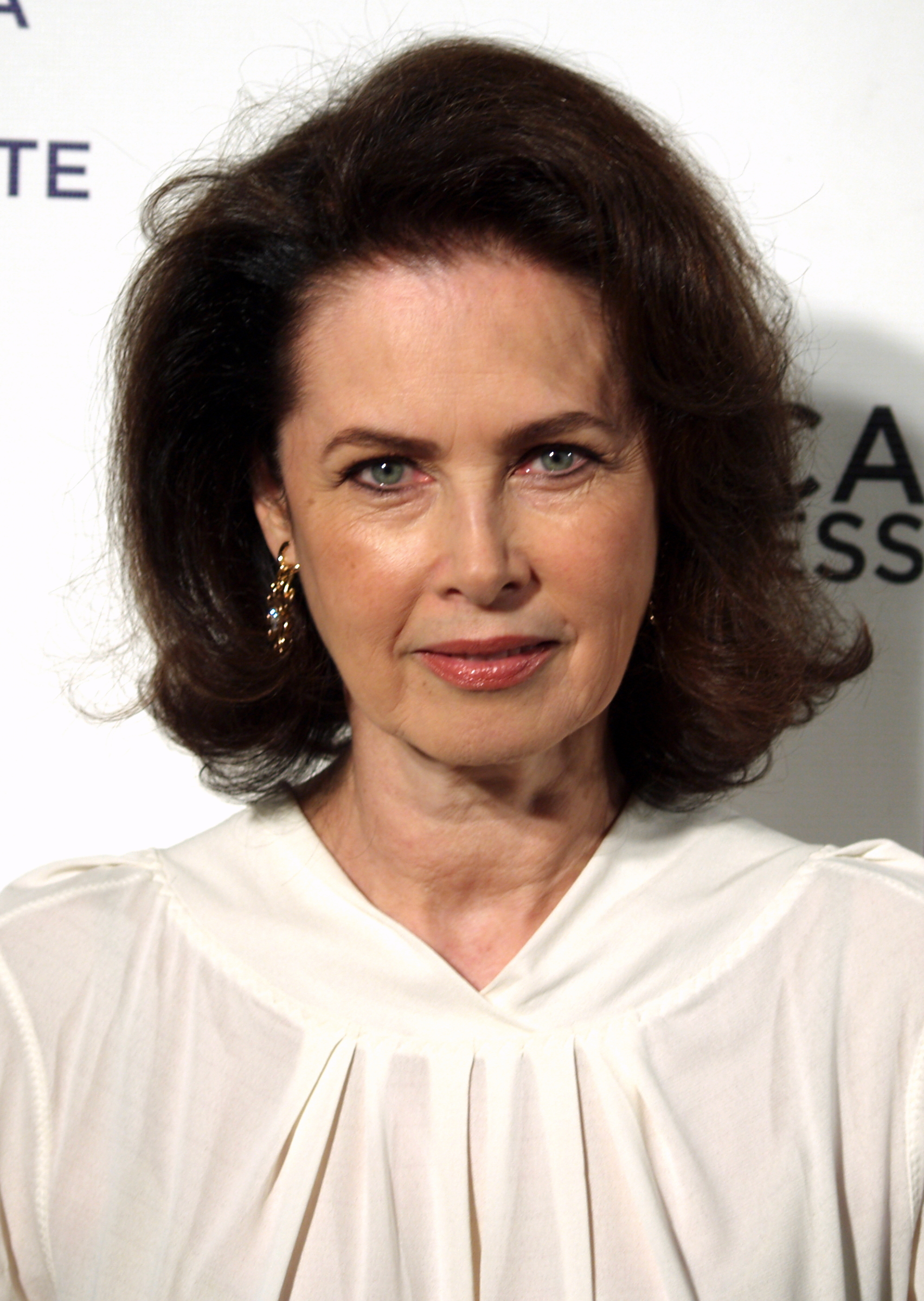
Dayle Haddon (1948–2024)

- Haddon, Mark (* 1962), britischer Schriftsteller
- Haddon, Robert C. (* 1943), australischer Physiker
- Haddon, Tallulah (* 1997), britische Schauspielerin und Performancekünstlerin
- Haddou, Nadir (* 1983), französischer Straßenradrennfahrer
- Haddou, Saïd (* 1982), französischer Radrennfahrer
- Haddrell, Billy (* 1972), australischer Squashspieler
- Haddschadsch ibn Yusuf ibn Matar, al-, arabischer Mathematiker
- Haddschādsch ibn Yūsuf, al- (661–714), umayyadischer Statthalter im Irak (694–714)

### Hade
- Häde, Ulrich (* 1960), deutscher Rechtswissenschaftler
- Hadebald († 841), Erzbischof von Köln (819–841)
- Hädecke, Wolfgang (1929–2022), deutscher Autor
- Hadee, Rashid, US-amerikanischer Rapper und Musikproduzent
- Hádek, Kryštof (* 1982), tschechischer Schauspieler
- Hadeke, Johannes, deutscher neulateinischer Lyriker
- Hadel, Wilhelm von (1789–1854), deutscher Offizier, Bürgermeister und Politiker
- Hadeler, Karl-Peter (1936–2017), deutscher Mathematiker
- Hadeler, Werner (1893–1977), deutscher Verwaltungsjurist und Syndikus
- Hadeler, Wilhelm (1897–1987), deutscher Schiffskonstrukteur, Marinebeamter, Lehrer für Schiffbau und veröffentlichte marinebezogene Artikel und Bücher
- Hadelich, Augustin (* 1984), deutsch-amerikanischer ViolinistAugustin Hadelich (* 1984)

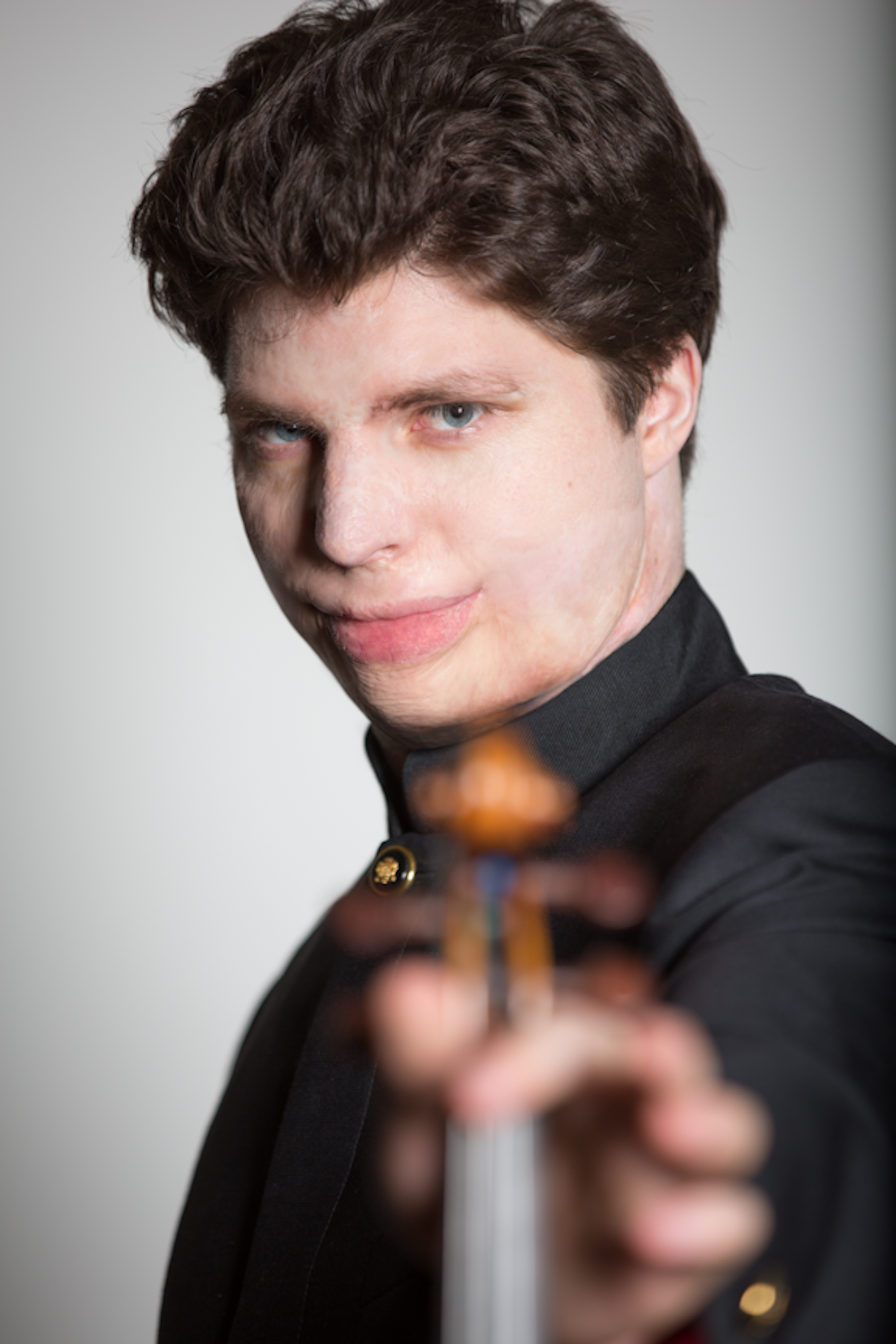
Augustin Hadelich (* 1984)

- Hadelich, Irmela (1923–2017), deutsche Malerin, Grafikerin und Buchautorin
- Hadelich, Martin (1903–2004), deutscher Bildhauer und Grafiker
- Hädelmayr, Roman (1907–1988), österreichischer Journalist, Autor und Staatswissenschaftler
- Hadeln, Charlotte Freifrau von (1884–1959), deutsche Schriftstellerin und deutschnationale Frauenfunktionärin
- Hadeln, Detlev von (1878–1935), deutscher Kunsthistoriker
- Hadeln, Heinrich Friedrich August von (1756–1809), deutscher Offizier, zuletzt Brigadegeneral
- Hadeln, Heinrich von (1796–1867), nassauischer Generalleutnant
- Hadeln, Heinrich von (1871–1940), deutscher Generalleutnant
- Hadeln, Moritz de (* 1940), Schweizer Filmschaffender und Fotograf
- Hadeloga von Kitzingen († 750), Laienäbtissin, Heilige
- Hädelt, Hans (1922–2009), deutscher Fußballspieler
- Hademine, Yahya Ould (* 1953), mauretanischer Politiker
- Haden, Charlie (1937–2014), amerikanischer Jazz-Kontrabassist, Komponist und BandleaderCharlie Haden (1937–2014)

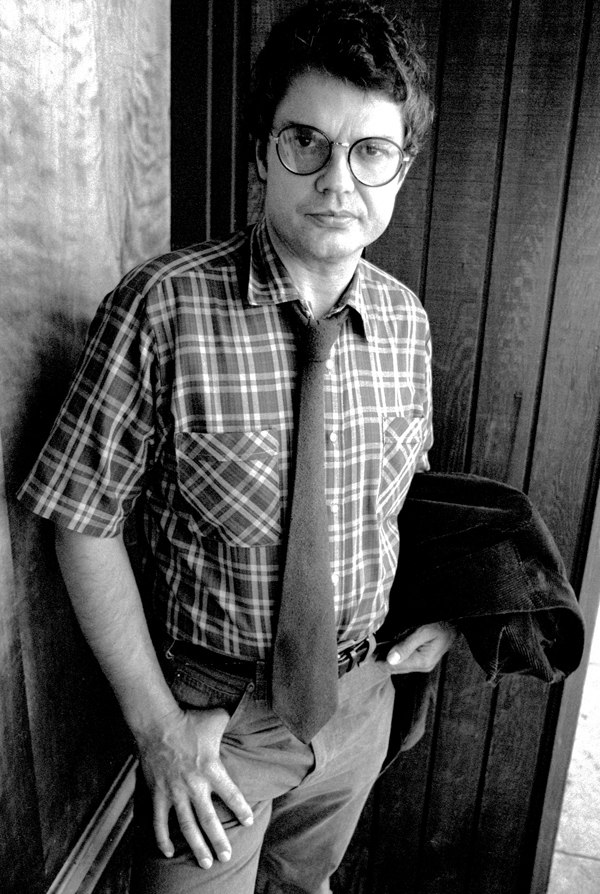
Charlie Haden (1937–2014)

- Haden, Francis Seymour (1818–1910), englischer Arzt, Künstler und Kunstförderer
- Haden, Joe (* 1989), US-amerikanischer American-Football-Spieler
- Haden, Josh (* 1968), US-amerikanischer Musiker
- Haden, Petra (* 1971), amerikanische Musikerin (Gesang, Geige, Arrangements)
- Haden, Rachel (* 1971), amerikanische Musikerin (Gesang, Bass)
- Haden, Sara (1898–1981), US-amerikanische Theater- und Filmschauspielerin
- Haden, Sue (* 1946), neuseeländische Mittelstreckenläuferin, Sprinterin und Bahnradfahrerin
- Haden, Tanya (* 1971), US-amerikanische Cellistin, Sängerin und Künstlerin
- Haden, Wilhelm (1800–1882), sächsischer Freigutsbesitzer und Politiker
- Haden-Guest, Leslie, 1. Baron Haden-Guest (1877–1960), britischer Autor, Journalist, Arzt und Politiker (Labour Party)
- Hadenfeldt, Hermann (1872–1961), deutscher Politiker und Bürgermeister der Städte Delmenhorst und Heide (Holstein)
- Hadenfeldt, Philipp (* 1999), deutscher Basketballspieler
- Hader, Arielle, US-amerikanische Schauspielerin
- Hader, Bill (* 1978), US-amerikanischer Komiker, Schauspieler, Synchronsprecher und DrehbuchautorBill Hader (* 1978)

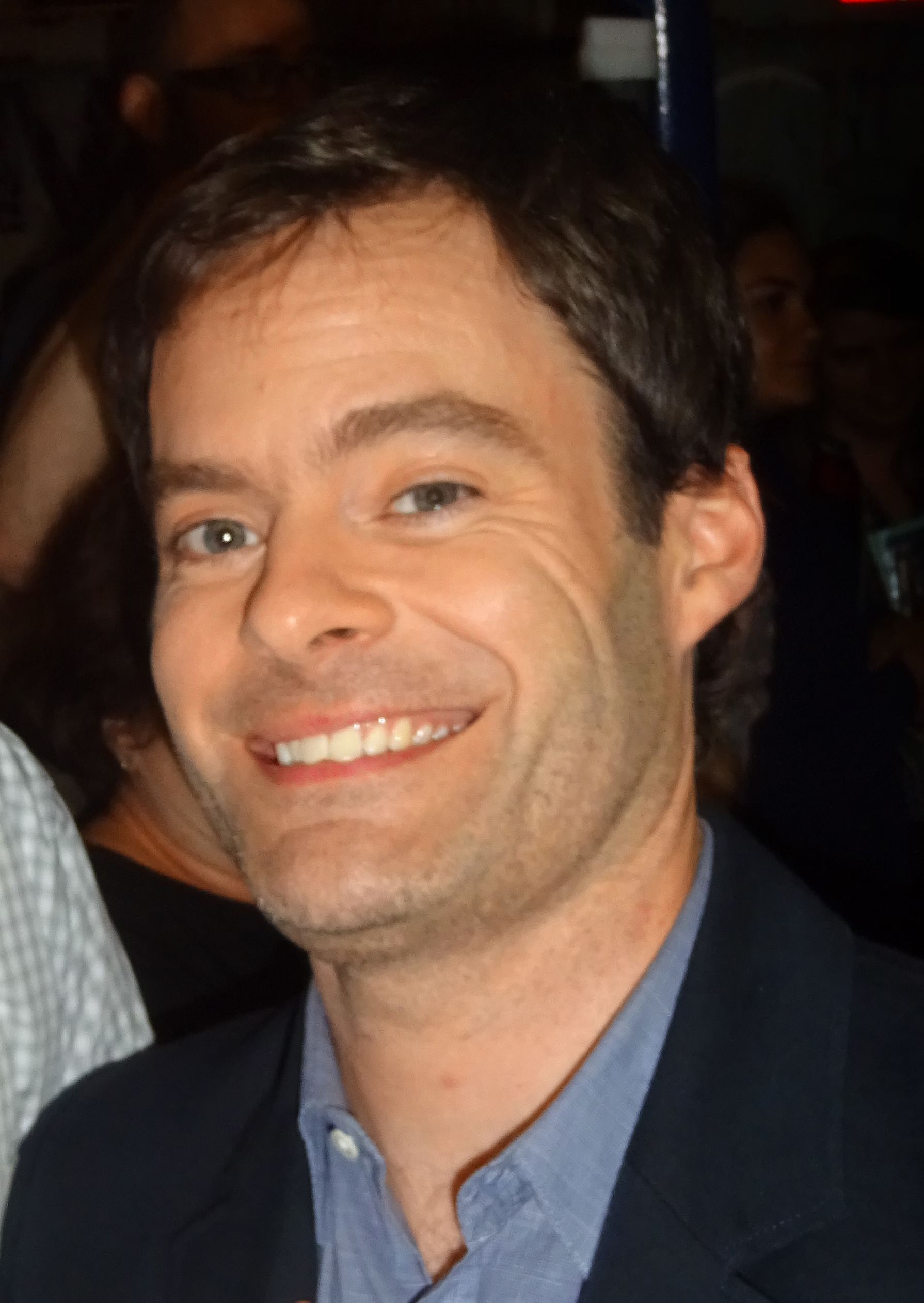
Bill Hader (* 1978)

- Hader, Clemens, deutsch-österreichischer Opernsänger, Kastrat
- Häder, Donat-Peter (* 1944), deutscher Botaniker
- Hader, Franz (1890–1965), deutscher Politiker (SPD), Mitglied der Verfassunggebenden Landesversammlung in Bayern
- Hader, Josef (* 1962), österreichischer Kabarettist und Schauspieler
- Häder, Lutz-Michael (1947–2024), deutscher Fußballspieler
- Häder, Manfred (* 1954), deutscher Bluesmusiker, Gitarrist und Sänger
- Häder, Michael (* 1952), deutscher Soziologe und Wirtschaftswissenschaftler, Professor der TU Dresden
- Hader, Rudmar von († 1355), Bischof von Seckau
- Hader, Widmar (1941–2023), sudetendeutscher Komponist
- Hader, Wolfram (* 1968), deutscher Musikwissenschaftler, Chorleiter und Musikverleger
- Hadera, Ilfenesh (* 1985), US-amerikanische Schauspielerin
- Haderer, Andy (* 1964), österreichischer Jazztrompeter
- Haderer, Christian (* 1963), österreichischer Journalist und Schriftsteller
- Haderer, Georg (* 1973), österreichischer Kriminalromanautor
- Haderer, Gerhard (* 1951), österreichischer Karikaturist
- Haderer, Johann (1860–1922), österreichischer Bauer und Politiker, Landtagsabgeordneter
- Haderer, Katharina V. (* 1988), österreichische Autorin
- Haderer, Klaus (* 1962), deutscher Schauspieler
- Hadergjonaj, Florent (* 1994), kosovarisch-schweizerischer Fußballspieler
- Haderlap, Maja (* 1961), österreichische Schriftstellerin
- Haderlein, Konrad (1932–2012), deutsch-kanadischer Literaturhistoriker und Lyriker
- Hadermann, Ernst (1896–1968), deutscher Soldat, Gymnasiallehrer, Widerständler und Germanist, MdV (Kulturbund)
- Hadermann, Jan (* 1952), belgischer Komponist, Hochschullehrer und Dirigent
- Hadermann, Nicolaus (1805–1871), deutscher Pädagoge, Journalist und Politiker der Freien Stadt Frankfurt
- Haderschleeff, Daniel († 1675), deutscher Mediziner
- Hadert, Gerhard (1901–1977), deutscher Maler und Grafiker
- Haderthauer, Christine (* 1962), deutsche Rechtsanwältin und Politikerin (CSU), MdLChristine Haderthauer (* 1962)

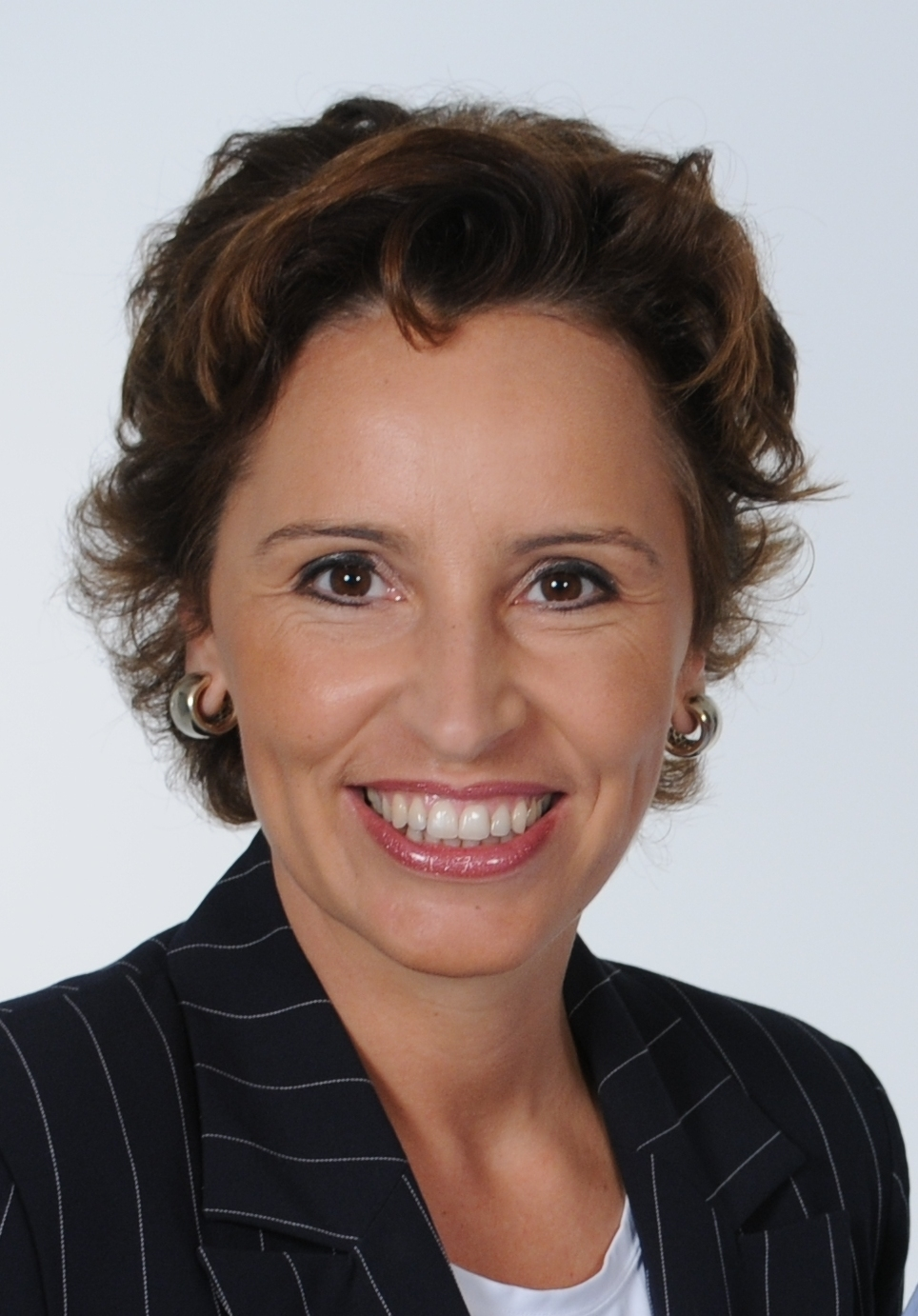
Christine Haderthauer (* 1962)

- Haderthauer, Hubert (1956–2021), deutscher Psychiater
- Haderup, Victor (1845–1913), dänischer Zahnarzt
- Hades (* 1985), polnischer Rapper
- Hades, Lena (* 1959), russische Malerin, Schriftstellerin und Fotografin
- Hadewerk, Tideman († 1466), Ratsherr der Hansestadt Lübeck
- Hadewicz, Erwin (* 1951), deutscher Fußballspieler
- Hadewig, Bernd (* 1946), deutscher Politiker (FDP), MdL Schleswig-Holstein
- Hadewig, Johann Heinrich (1623–1671), deutscher Theologe, Schriftsteller und Prediger
- Hadewijch, Mystikerin, Dichterin mittelniederländischer Sprache

### Hadf
- Hadfi, Bilal (1995–2015), französischer Selbstmordattentäter
- Hadfi, Gréta (* 2001), ungarische Beachhandballspielerin
- Hadfield, Chris (* 1959), kanadischer AstronautChris Hadfield (* 1959)

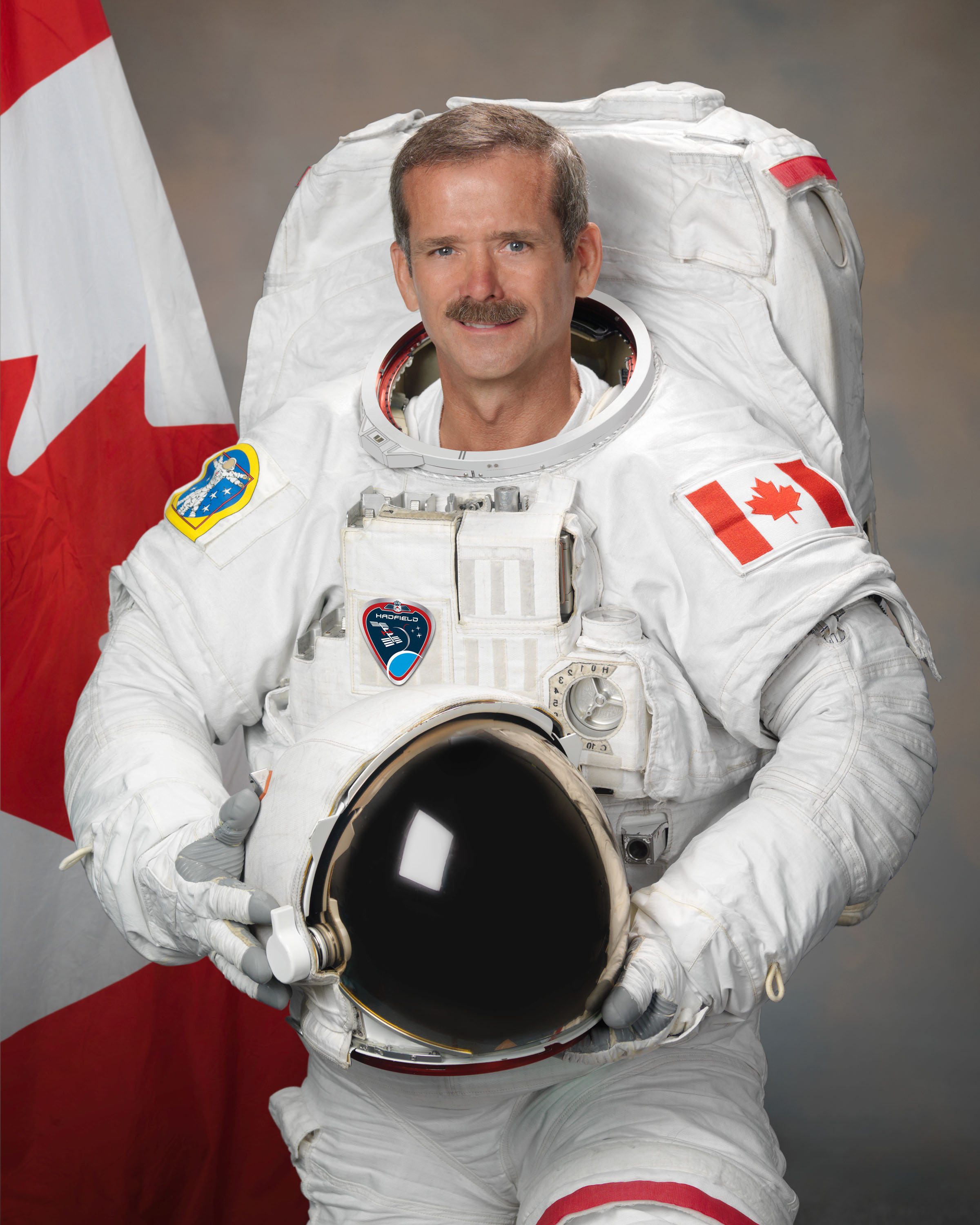
Chris Hadfield (* 1959)

- Hadfield, Darcy (1889–1964), neuseeländischer Ruderer
- Hadfield, Donald (1931–2005), kanadischer Organist, Chorleiter und Kirchenmusiker
- Hadfield, George (1763–1826), italienisch-britisch-US-amerikanischer Architekt
- Hadfield, James († 1841), britischer Attentäter
- Hadfield, Peter (* 1955), australischer Leichtathlet
- Hadfield, Vic (* 1940), kanadischer Eishockeyspieler

### Hadh
- Hadhrami, Naif al- (* 2001), katarischer Fußballspieler

### Hadi
- Hadi, Abed Rabbo Mansur (* 1945), jemenitischer Politiker
- Hadi, al-, Person des ismailitischen schiitischen Islam, Imam der Ismailiten
- Hadi, Shafi (* 1929), US-amerikanischer Jazzsaxophonist
- Hadi, Sudirman (* 1996), indonesischer Sprinter
- Hadibowo (1958–2011), indonesischer Badmintonspieler
- Hädicke, Hans (1882–1974), deutscher Fußballfunktionär
- Hädicke, Walter (1908–1943), deutscher Fußballspieler
- Hadid, Aaliyah (* 1995), US-amerikanische Pornodarstellerin
- Hadid, Bella (* 1996), US-amerikanisches Model
- Hadid, Gigi (* 1995), US-amerikanisches Mannequin und FotomodellGigi Hadid (* 1995)

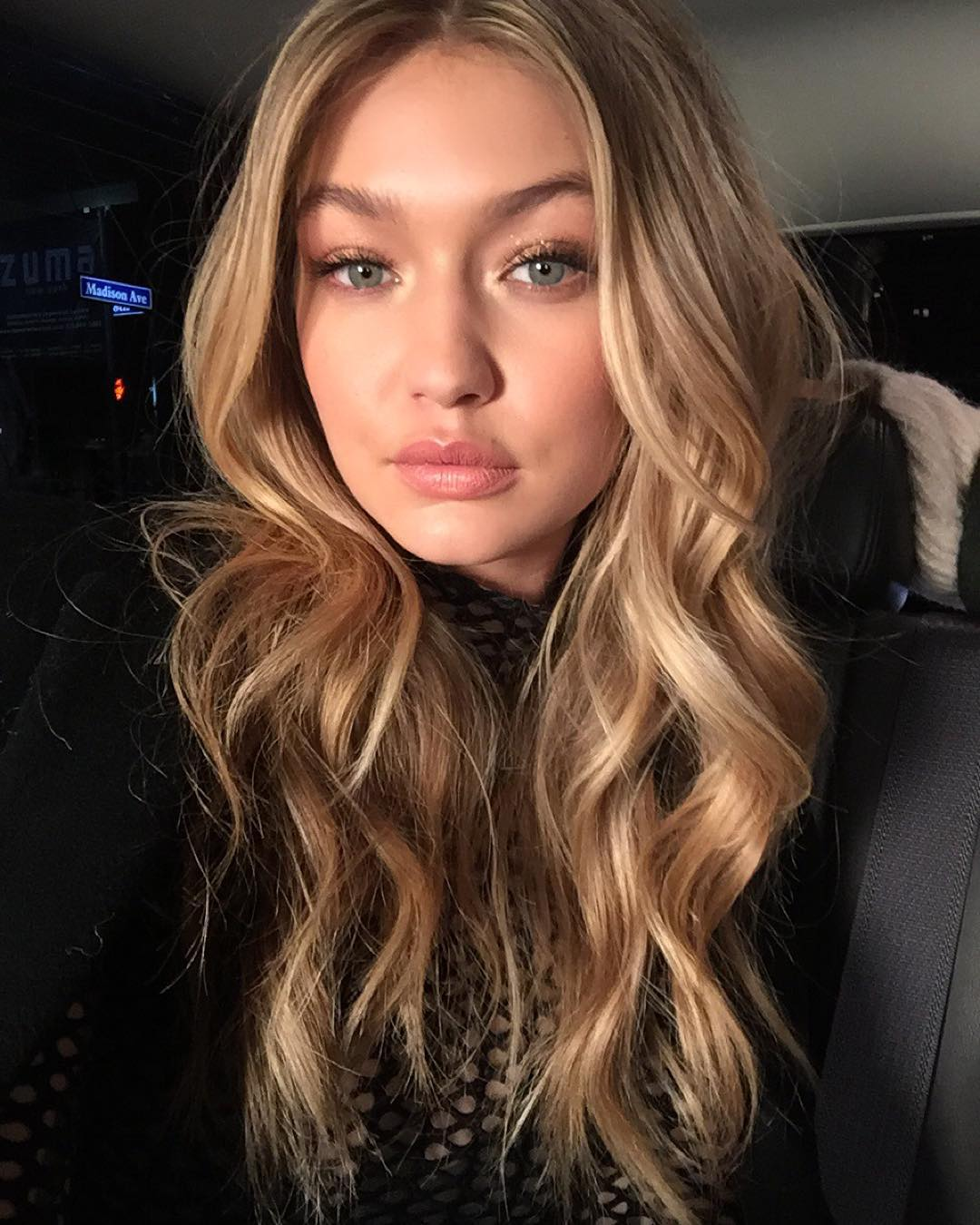
Gigi Hadid (* 1995)

- Hadid, Mohamed (* 1948), jordanisch-amerikanischer Immobilienentwickler
- Hadid, Musa (* 1965), palästinensischer Bauingenieur und Politiker
- Hadid, Mustafa (* 1988), afghanischer Fußballspieler
- Hadid, Noureddine (* 1993), libanesischer Sprinter
- Hadid, Yolanda (* 1964), US-amerikanisches Model und Fernsehdarstellerin
- Hadid, Zaha (1950–2016), irakisch-britische Architektin und Pritzker-PreisträgerinZaha Hadid (1950–2016)

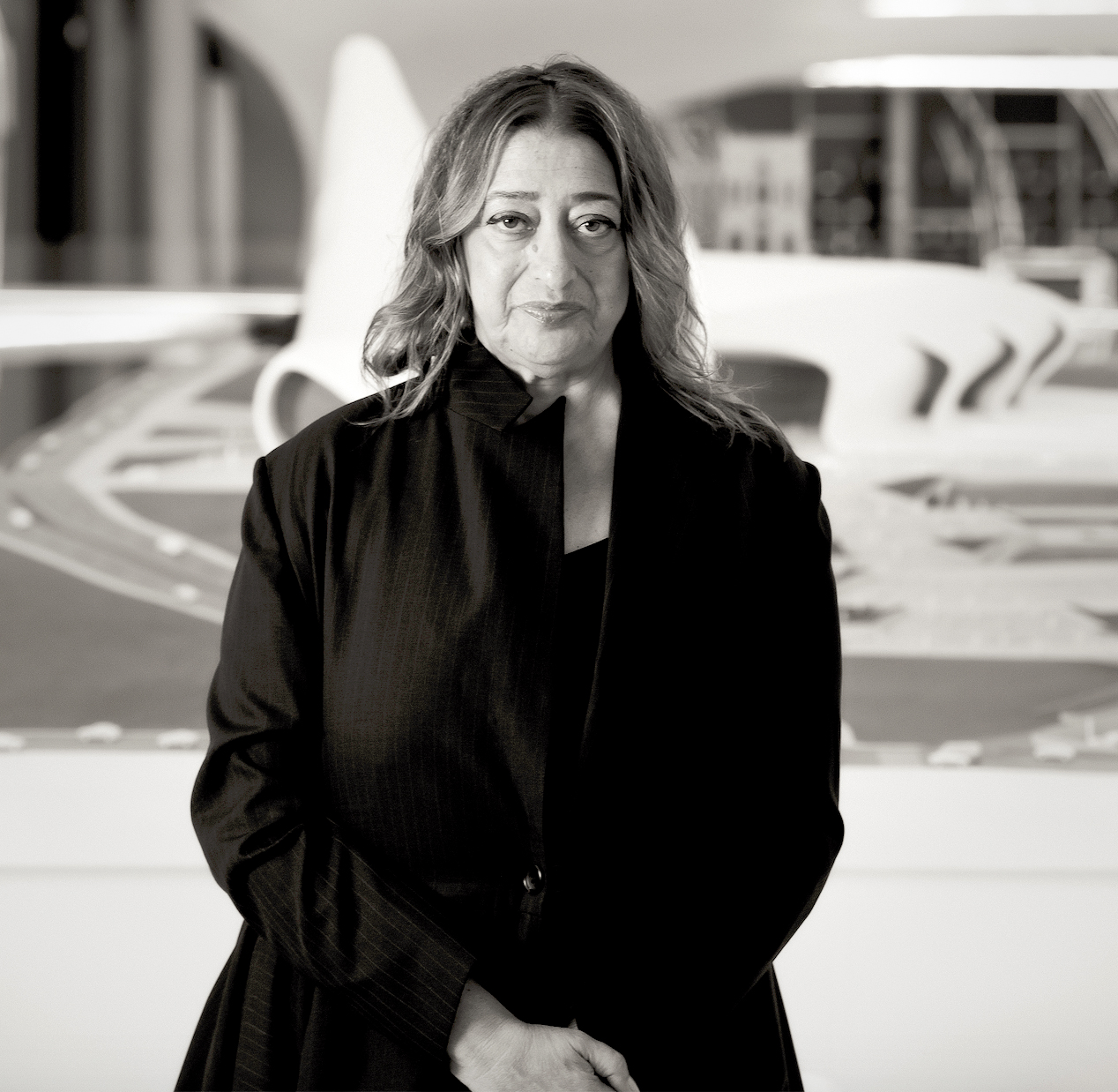
Zaha Hadid (1950–2016)

- Hadida, Sabine, spanische Pharmakologin
- Hadida, Samuel (1953–2018), französischer Filmproduzent
- Hadidi, Mohammed Nabil El (1934–2003), ägyptischer Botaniker
- Hadik von Futak, Andreas (1710–1790), österreichischer Reichsgraf und Feldmarschall
- Hadik, János (1863–1933), ungarischer Politiker
- Hadik-Barkóczy, Endre (1862–1931), ungarischer Politiker und Präsident des Magnatenhauses
- Hadik-Futak, Karl Joseph von (1756–1800), österreichischer Feldmarschallleutnant und Truppenführer in den Koalitionskriegen
- Hadikusumo Wiratama, Yohan (* 1977), chinesisch-indonesischer Badmintonspieler
- Hadim Ali Pascha († 1511), Großwesir des Osmanischen Reiches
- Hadım Şehabeddin Pascha († 1453), osmanischer Gouverneur, General und Palasteunuch
- Hadım Sinan Pascha (1459–1517), osmanischer Staatsmann und Großwesir
- Hadina, Emil (1885–1957), österreichisch-sudetendeutscher Schriftsteller und Lehrer
- Hadinata, Christian (* 1949), indonesischer Badmintonspieler
- Hadinia, Parwin (* 1965), schweizerisch-iranische Tänzerin und Choreografin
- Hadis, Abadi (1997–2020), äthiopischer Langstreckenläufer
- Hadise (* 1985), belgisch-türkische Sängerin
- Hadisumarta, Francis Xavier Sudartanta (1932–2022), indonesischer Ordensgeistlicher, Bischof von Manokwari-Sorong
- Hadiyanto (* 1955), indonesischer Badmintonspieler
- Hadiyanto, Luluk (* 1979), indonesischer Badmintonspieler
- Hadıyev, Hüseynağa (1946–1994), aserbaidschanischer Sänger, der in den 1970er und 1980er Jahren populär war

### Hadj
- Hadj Aïssa, Lazhar (* 1984), algerischer Fußballspieler
- Hadj Nasser, Badia (* 1938), marokkanische Psychoanalytikerin und Schriftstellerin
- Hadjadj, Fabrice (* 1971), französischer Schriftsteller und Philosoph
- Hadjam, Jaouen (* 2003), algerisch-französischer Fußballspieler
- Hadjar, Isack (* 2004), französischer AutomobilrennfahrerIsack Hadjar (* 2004)

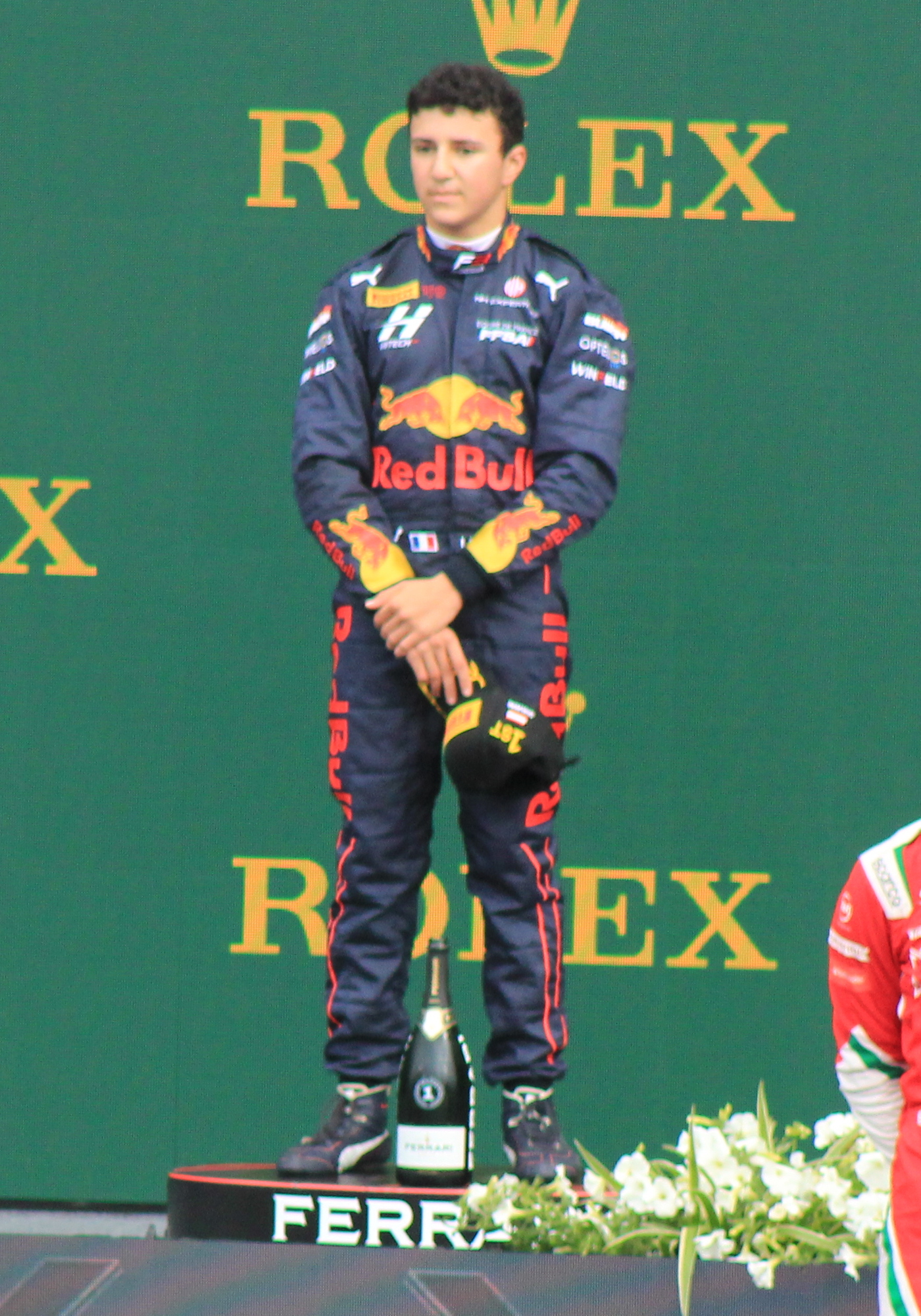
Isack Hadjar (* 2004)

- Hadji, Leila (* 1998), französische Leichtathletin
- Hadji, Mustapha (* 1971), marokkanischer FußballspielerMustapha Hadji (* 1971)

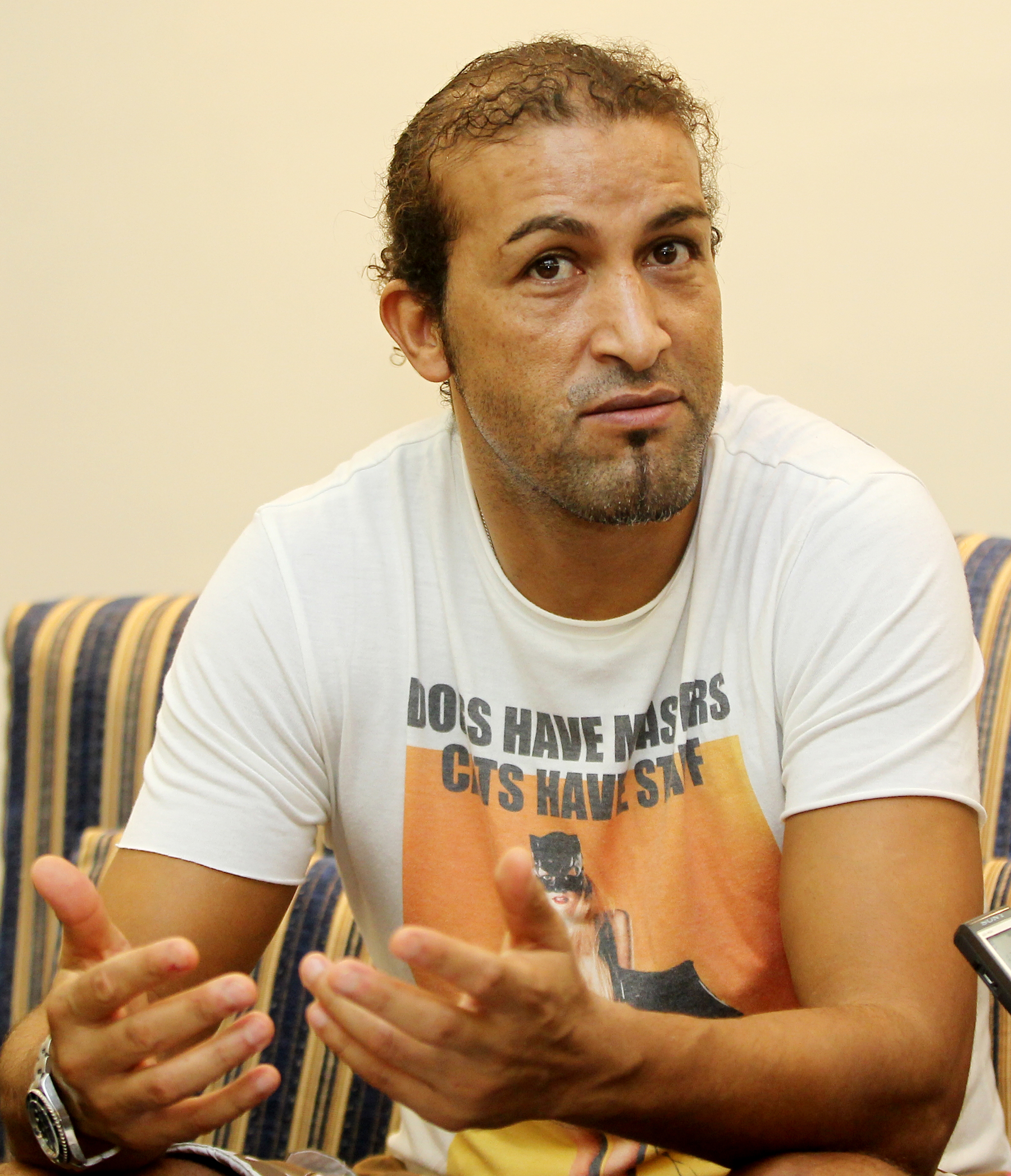
Mustapha Hadji (* 1971)

- Hadji, Samir (* 1989), französisch-marokkanischer Fußballspieler
- Hadji, Sewa (1851–1897), indisch-tansanischer Geschäftsmann und Philanthrop
- Hadji, Youssef (* 1980), marokkanischer Fußballspieler
- Hadji-Lazaro, François (1956–2023), französischer Schauspieler, Musiker, Sänger und Produzent
- Hadjiandreou, Marios (* 1962), zyprischer Dreispringer
- Hadjidaki-Marder, Elpida (* 1948), griechische Unterwasserarchäologin
- Hadjidakis, Manos (1925–1994), griechischer Komponist
- Hadjidimitriou, Tzeli (* 1962), griechische Filmemacherin, Fotografin und Autorin
- Hadjigeorgiou, Takis (* 1956), zyprischer Politiker, MdEP und Journalist
- Hadjikyriakos-Ghika, Nikos (1906–1994), griechischer Maler
- Hadjimichalis, George (* 1954), griechischer Konzept- und Installationskünstler
- Hadjithomas, Joana (* 1969), libanesische Künstlerin und Filmemacherin

### Hadl
- Hadland, Christian Ihle (* 1983), norwegischer Pianist
- Hadland, Sarah (* 1971), britische Schauspielerin
- Hadlaub, Johannes, Minnesänger
- Hadlee, Richard (* 1951), neuseeländischer Cricketspieler
- Hadler, Åge (* 1944), norwegischer Orientierungsläufer
- Hadler, Antje (1958–2021), deutsche Feministin und Hochschullehrerin für Organisationspsychologie, Cartoonistin und Verlegerin
- Hädler, Carsten (* 1969), deutscher Journalist und FernsehmoderatorCarsten Hädler (* 1969)

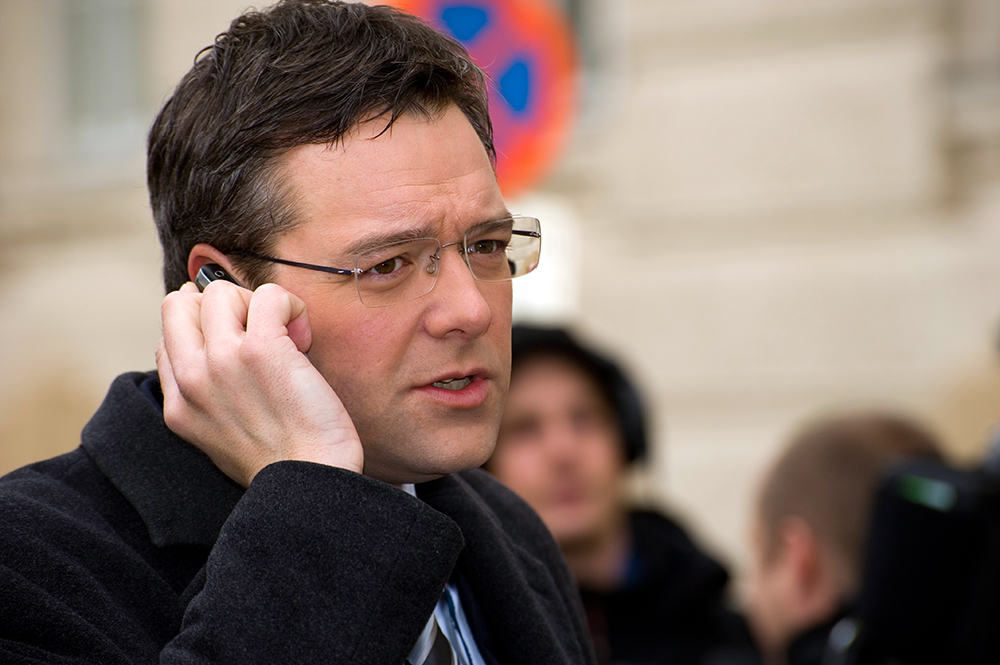
Carsten Hädler (* 1969)

- Hädler, Christian (* 1934), deutscher Zeitungsverleger
- Hadler, Colin (* 2001), österreichischer Schriftsteller
- Hadler, Frank (* 1962), deutscher Historiker
- Hadler, Ingrid (* 1946), norwegische Orientierungsläuferin
- Hadler, Siegfried (* 1932), deutscher Polizeioffizier der Volkspolizei und SED-Funktionär
- Hadleuski, Winzent (1888–1942), belarussischer katholischer Priester und Politiker
- Hadley, Bert (1910–1993), britischer Test- und Autorennfahrer
- Hadley, George (1685–1768), englischer Physiker und Meteorologe
- Hadley, Henry Kimball (1871–1937), US-amerikanischer Komponist und Dirigent
- Hadley, Herbert S. (1872–1927), US-amerikanischer Politiker
- Hadley, James (1821–1872), US-amerikanischer Altphilologe
- Hadley, Jerry (1952–2007), US-amerikanischer Opernsänger (Tenor)
- Hadley, John (1682–1744), englischer Astronom und Mathematiker
- Hadley, Kerson (* 1989), mikronesischer Schwimmer
- Hadley, Lindley H. (1861–1948), US-amerikanischer Politiker
- Hadley, Ozra Amander (1826–1915), US-amerikanischer Politiker, Gouverneur von Arkansas
- Hadley, Patrick (1899–1973), englischer Komponist und Hochschullehrer
- Hadley, Reed (1911–1974), US-amerikanischer Schauspieler und Hörspielsprecher
- Hadley, Robert, englisch-russischer Schiffbauer
- Hadley, Stephen (* 1947), US-amerikanischer Jurist und Regierungsbeamter
- Hadley, Tessa (* 1956), britische Schriftstellerin
- Hadley, Tony (* 1960), britischer PopsängerTony Hadley (* 1960)

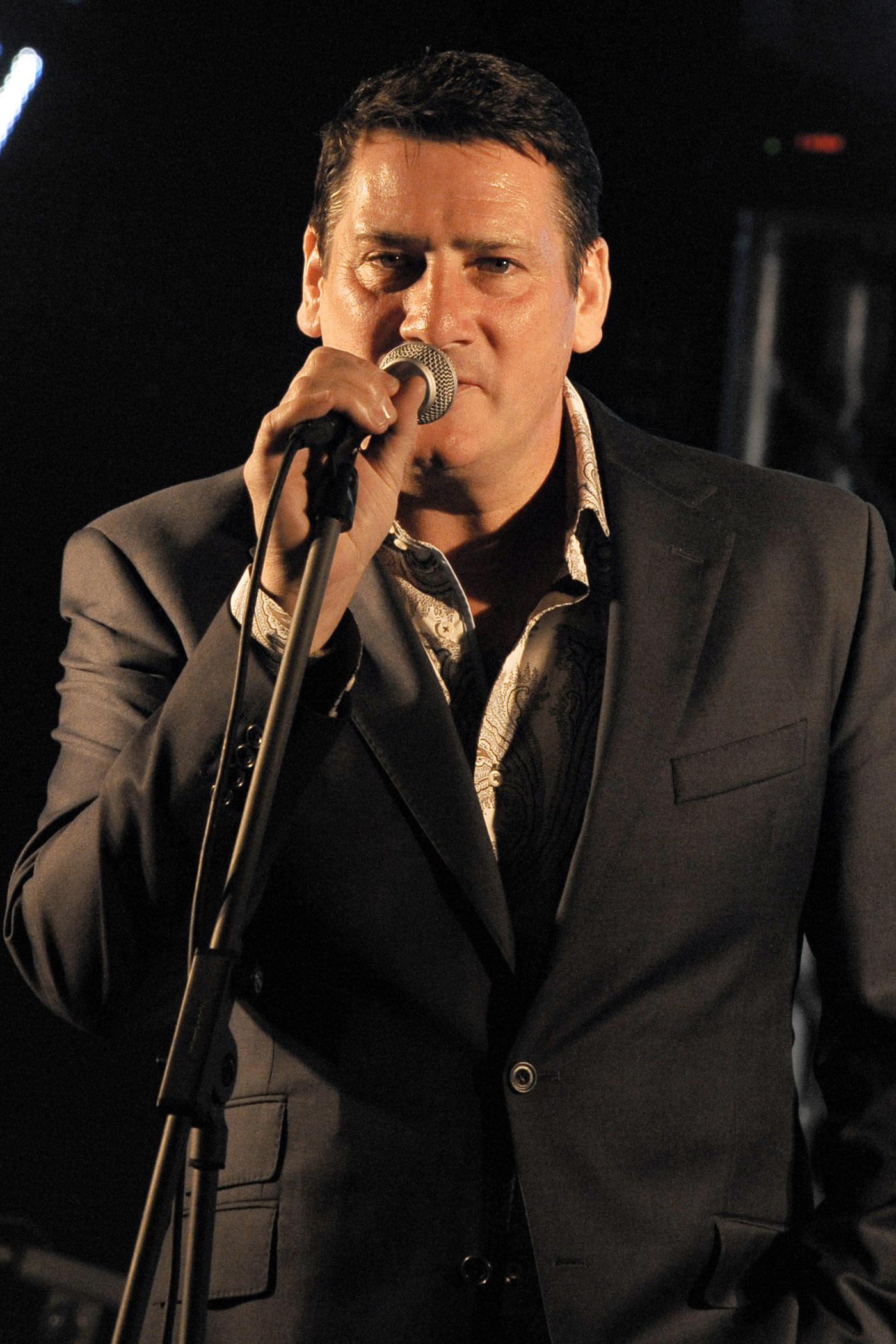
Tony Hadley (* 1960)

- Hadley, William A., vincentischer Politiker
- Hadley, William F. L. (1847–1901), US-amerikanischer Politiker
- Hadlock, Richard (1927–2022), US-amerikanischer Jazzmusiker, Herausgeber und Autor
- Hadlow, Janice (* 1957), britische Medienmanagerin
- Hadlow, Mark (* 1957), australisch-neuseeländischer Schauspieler und ComedianMark Hadlow (* 1957)

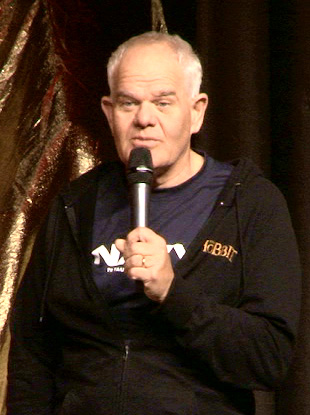
Mark Hadlow (* 1957)

### Hadm
- Hadmar I. von Kuenring († 1138), österreichischer Ministerialadeliger
- Hadmar II. von Kuenring († 1217), österreichischer Ministerialadeliger, Sohn von Albero III.
- Hadmar III. von Kuenring, österreichischer Ministerialadeliger, Sohn von Hadmar II.
- Hadmar IV. von Laaber († 1420), deutscher Adliger und Bürgermeister

### Hadn
- Hadnott, Billy (1914–1999), US-amerikanischer Jazz- und Blues-Bassist

### Hado
- Hadoard, Mönch und Bibliothekar der Abtei Corbie
- Hadol, Paul (1835–1875), französischer Karikaturist
- Hadorn, Ernst (1902–1976), Schweizer Zoologe
- Hadorn, Fabienne (* 1975), Schweizer Schauspielerin, Tänzerin und Sängerin
- Hadorn, Hans-Beat (* 1933), Schweizer Kinderarzt
- Hadorn, Philipp (* 1967), Schweizer Politiker (SP)
- Hadorn, Wilhelm (1869–1929), reformierter Schweizer Theologe
- Hadot, Ilsetraut (* 1928), deutsch-französische Philosophin und Philosophiehistorikerin
- Hadot, Pierre (1922–2010), französischer Philosoph und Historiker
- Hadou, Mohammed ben, marokkanischer Botschafter
- Hadouir, Anouar (* 1982), niederländisch-marokkanischer Fußballspieler
- Hadow, Frank (1855–1946), englischer Tennisspieler, Wimbledon-Sieger 1878
- Hadow, Pen (* 1962), britischer Polarforscher und Autor

### Hadr
- Hadrabová, Eva (1902–1973), tschechische Opernsängerin (Mezzosopran)
- Hadrami, al-Imam al- († 1095), nordafrikanischer islamischer Theologe und Jurist
- Hadraschek-Eisenschmid, Nicola (* 1996), deutsche Eishockeyspielerin
- Hadrava, Jan (* 1991), tschechischer Beachvolleyballspieler
- Hadrawi (1943–2022), somalischer Dichter, Autor und Aktivist
- Hadrbolcová, Zdena (1937–2023), tschechoslowakische bzw. tschechische Schauspielerin
- Hadrian (76–138), römischer Kaiser (117–138)Hadrian (76–138)
- Hadrian, fränkischer Adliger

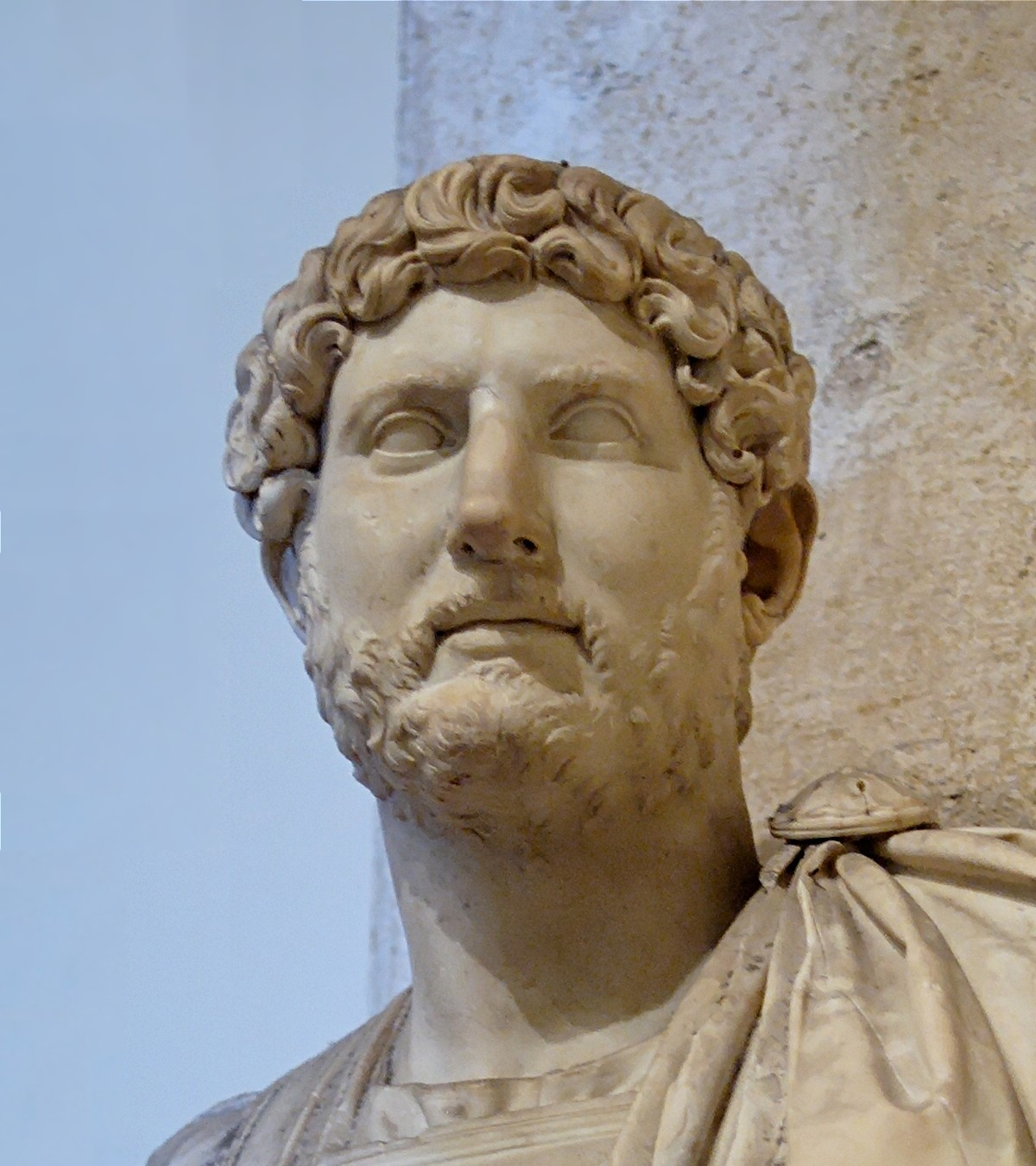
Hadrian (76–138)

- Hadrian I. († 795), Papst (772–795)
- Hadrian II. (792–872), Papst (867–872)
- Hadrian III., Papst (884–885)
- Hadrian IV. († 1159), Papst (1154–1159)
- Hadrian V. († 1276), Papst (1276)
- Hadrian VI. (1459–1523), Papst (1522–1523)
- Hädrich, Günter (* 1941), deutscher Politiker (SED), Oberbürgermeister von Leipzig
- Hadrich, Julius (1891–1983), deutscher Politiker (SPD), MdA
- Hädrich, Rolf (1931–2000), deutscher Regisseur
- Hädrich-Eichhorn, Doris, deutsche Opernsängerin (Mezzosopran)
- Hadriga, Franz (1891–1959), österreichischer Politiker (ÖVP), Mitglied des Bundesrates
- Hadrigan, Benjamin (* 2001), österreichischer Autor
- Hadro, Catherine, US-amerikanische Moderatorin und Journalistin
- Hadrossek, Paul (1912–1971), deutscher römisch-katholischer Theologe und Priester

### Hads
- Hadsch, François al- (1953–2007), libanesischer Brigadegeneral
- Hadschi Baba Scheich (1882–1959), Ministerpräsident der Republik Mahabad
- Hadschi Bektasch, MystikerHadschi Bektasch

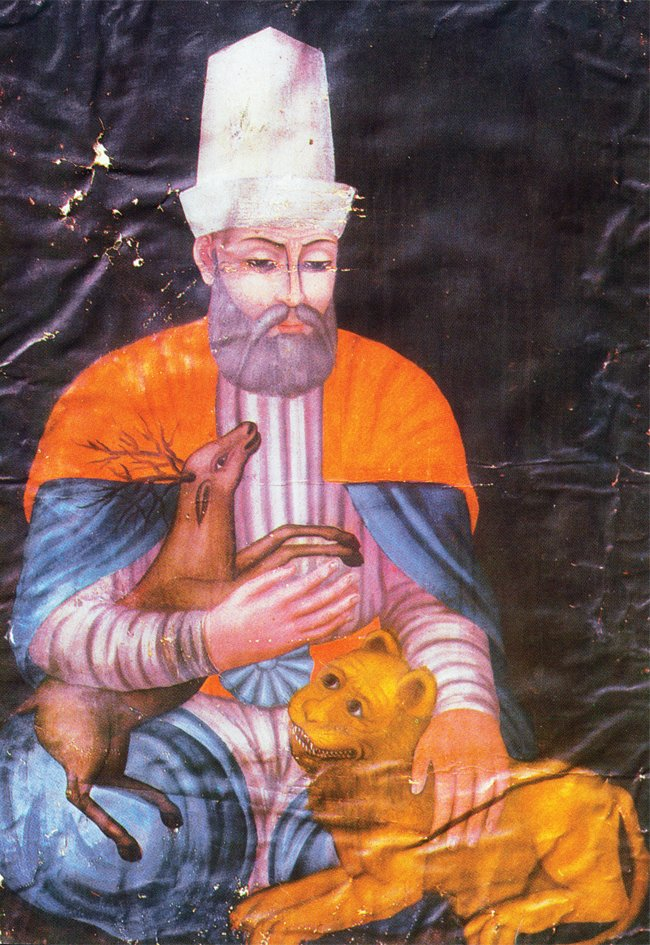
Hadschi Bektasch

- Hadschieff, Julian (* 1959), österreichischer Unternehmer und Manager im Gesundheitswesen und ehemaliger Leistungssportler
- Hadschieff, Michael (* 1963), österreichischer Eisschnellläufer
- Hadschyew, Ramil (* 1997), ukrainischer Boxer
- Hadschyjeu, Ryswan (* 1987), russischer bzw. belarussischer Ringer

### Hadu
- Hadulla, Markus (* 1970), deutscher Pianist und Hochschullehrer
- Haduwy von Herford († 887), Äbtissin des Frauenstifts Herford

### Hadw
- Hadwich, Volker (* 1964), deutscher Leichtathlet
- Hadwig († 994), Herzogin von Schwaben
- Hadwig von Sachsen († 959), Mutter von Hugo Capet dem Begründer der KapetingerHadwig von Sachsen († 959)

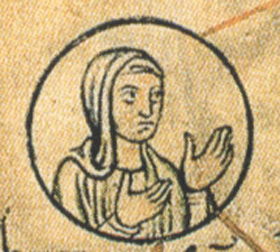
Hadwig von Sachsen († 959)

- Hadwig von Wied, Äbtissin des Stifts Gerresheim und des Stifts Essen
- Hadwiger, Gunter (1949–2021), österreichischer Politiker (FPÖ), Abgeordneter zum Landtag Steiermark
- Hadwiger, Helmut (1922–2004), österreichischer Skispringer und Kampfrichter
- Hadwiger, Hugo (1908–1981), Schweizer Mathematiker
- Hadwiger, Victor (1878–1911), österreichischer Schriftsteller

### Hadz
- Hadžiabdić, Džemaludin (* 1953), jugoslawischer Fußballspieler und bosnischer Fußballtrainer
- Hadžiabdić, Enver (* 1945), jugoslawischer Fußballspieler und bosnischer Fußballtrainer
- Hadžiabdić, Muzafer (* 1972), serbischer Handballspieler
- Hadžiahmetović, Amir (* 1997), bosnischer Fußballspieler
- Hadžiahmetović, Emina (* 1995), bosnischer Tischtennisspieler
- Hadžialić, Aida (* 1987), schwedische Politikerin
- Hadziavdic, Malik (* 1997), deutscher Futsalspieler
- Hadžibeganović, Alma (* 1972), österreichische Autorin bosnischer Abstammung
- Hadžibegić, Faruk (* 1957), bosnischer Fußballspieler und -trainer
- Hadžić, Aida (* 1992), bosnische Fußballspielerin
- Hadžić, Anel (* 1989), bosnischer Fußballspieler
- Hadzic, Azra (* 1994), australische Tennisspielerin
- Hadžić, Benjamin (* 1999), bosnischer Fußballspieler
- Hadžić, Elvir (* 1999), bosnischer Fußballspieler
- Hadžić, Goran (1958–2016), kroatischer PolitikerGoran Hadžić (1958–2016)
- Hadžić, Memnun (* 1981), bosnischer Boxer

Goran Hadžić (1958–2016)

- Hadžić, Osman (* 1966), jugoslawischer bzw. bosnischer Turbofolk-Sänger
- Hadžić, Sabit (1957–2018), bosnisch-herzegowinischer Basketballtrainer und -spieler
- Hadžić, Safet (* 1972), jugoslawischer Fußballspieler
- Hadžić, Tarik (* 1994), montenegrinischer Skirennläufer
- Hadžić, Tena (* 2004), kroatische Skilangläuferin
- Hadžievski, Gjoko (* 1955), nordmazedonischer Fußballspieler und -trainer
- Hadziewicz, Rafał (1803–1883), polnischer Maler
- Hadžifejzović, Senad (* 1962), bosnischer Journalist
- Hadzihalilovic, Lucile (* 1961), französische Filmregisseurin und Drehbuchautorin
- Hadžija, Moris (* 1980), kroatischer Basketballtrainer
- Hadzik, Felicitas (* 1988), deutsche Theaterschauspielerin, Theaterregisseurin und Sängerin
- Hadžikadić, Mirsad (* 1955), bosnischer Informatiker und Politiker
- Hadžikadunić, Dennis (* 1998), bosnisch-schwedischer FußballspielerDennis Hadžikadunić (* 1998)

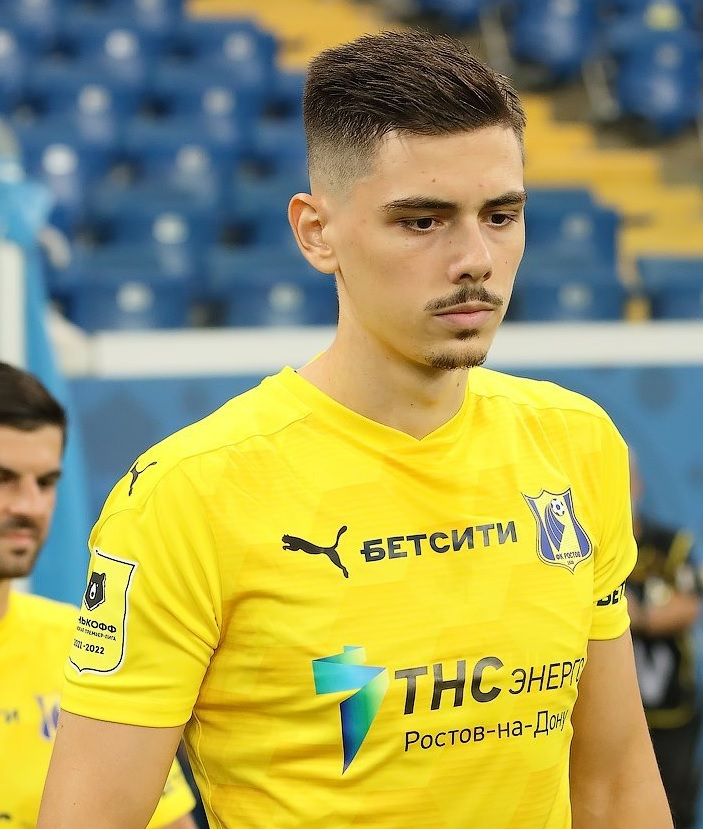
Dennis Hadžikadunić (* 1998)

- Hadžikić, Osman (* 1996), österreichischer Fußballtorwart
- Hadzinikolaou, Constantinos (* 1974), griechischer Filmemacher, Videokünstler und Autor
- Hadžipašić, Ahmet (1952–2008), bosnischer Politiker